# Angus T. Jones
Angus Turner Jones  (Austin, Texas, 8 de octubre de 1993) es un actor estadounidense, conocido por haber interpretado el papel de Jake Harper en la sitcom de CBS Two and a Half Men, por cuya interpretación ganó dos premios Young Artist Awards y un TV Land Award.
En 2012 se bautizó en la Iglesia Adventista del Séptimo Día y en 2013 decidió no continuar en la serie Two and a Half Men, aunque finalmente regresó en 2015 para el último episodio de la última temporada.

## Biografía

### Primeros años
Angus T. Jones nació en la ciudad de Austin, Texas, el 8 de octubre de 1993. Es el primer hijo del matrimonio de Monty Charles Jones y Carey Lynn Claypool. Tiene un hermano menor llamado Otto Jones. Durante su infancia se mudó con su familia a Ontario, California, y a pesar de no tener experiencia como actor, obtuvo un papel en un anuncio de televisión.

### Carrera

#### EnTwo and a Half Men
Angus se incorporó al reparto principal de la serie de televisión Two and a Half Men cuando tenía 9 años. Eventualmente firmó un contrato en el que se estipulaba que recibiría 7,8 millones de dólares cada 2 temporadas (26 episodios), más un bono de 500 000 dólares como compensación. En total, Jones ganaba 300 000 dólares estadounidenses por cada episodio. De esta forma, Angus T. Jones se convirtió en el actor juvenil mejor pagado de la televisión. En mayo de 2008 la revista People lo incluyó en la lista de los adolescentes más ricos del mundo. Posteriormente, su sueldo aumentó a 350 000 dólares por episodio y se estima que Jones ganaba entonces casi 8 millones de dólares anuales.
En el festival anual PaleyFest celebrado en Los Ángeles, California, en 2012, Jones declaró no sentirse a gusto con las nuevas historias de la serie, ya que trataban de cosas de adultos, y él se había convertido en cristiano adventista. El episodio final de la temporada 9 muestra a Jake graduándose de la escuela preparatoria y uniéndose al Ejército.

#### En otras películas
Además de su personaje Two and a Half Men, también ha tenido papeles en varias películas, incluyendo See Spot Run (2001) como 'James' junto a David Arquette, The Rookie (2002) junto a Dennis Quaid, Bringing Down the House (2003) junto a Steve Martin, Queen Latifah, y Kimberly J. Brown, y George of the Jungle 2 (2003) junto a Thomas Haden Church. También apareció en la telefilme del 2005 The Christmas Blessing junto a Neil Patrick Harris, Rebecca Gayheart, y Rob Lowe.
En 2010, a sus 16 años, hizo una aparición especial en la cuarta temporada del show de Disney Channel Hannah Montana Forever.
En octubre de 2009, la coestrella de Two and a Half Men, Jon Cryer le entregó el premio a la estrella ascendente del 2009 en los premios Big Brothers Big Sisters Rising Star Gala.

### Vida personal
Jones dice que fue a una escuela cristiana pero que, en realidad, no era religioso. Sus padres se divorciaron y él tuvo al menos dos episodios de consumo de drogas como LSD y marihuana durante sus años en el instituto. 
En diciembre de 2011 tuvo un accidente y, durante una conversación con un amigo, tuvo un "despertar espiritual hacia Dios" y comenzó a buscar en diversas iglesias hasta encontrar una congregación adventista. En otoño de 2012, al igual que Charlie Sheen, Angus realizó declaraciones críticas sobre Two and a Half Men. Dijo sentirse como un "hipócrita pagado" y explicó cómo sus creencias espirituales entraban en conflicto con la temática de la serie, que trata de "cosas de adultos".
En noviembre de 2012, a los diecinueve años, su punto de vista atrajo la atención de los medios de comunicación después de que Jones apareciera en un vídeo publicado en el canal de YouTube de ForeRunner Chronicles, un ministerio cristiano independiente mantenido por Christopher Hudson. En el vídeo, Jones dijo que había sido bautizado y que ya no quería aparecer en Two and a Half Men. También pidió a las personas que dejaran de ver la serie:

Jake de Two no significa nada. Es un personaje que no existe. Estoy en Two and a Half Men, y no quiero estar allí... si ustedes ven Two and a Half Men, por favor dejen de verlo y de llenar su cabeza con porquería. La gente dice que es solo entretenimiento. Hagan una investigación sobre los efectos de la televisión y su cerebro, y les aseguro que tendrán que tomar una decisión en lo que respecta a la televisión, sobre todo en lo que ven."

En el video explicó cómo la temática entraba en conflicto con su fe cristiana. Afirmó que Satanás («el enemigo», de acuerdo con sus palabras) estaba involucrado en esa clase de producciones y que no se sentía cómodo actuando en el programa. Charlie Sheen apoyó las declaraciones de Jones, y dijo que el show estaba «maldito» con la crisis de Jones, e invitó al actor a ser parte del equipo de su proyecto Anger Management. Angus emitió un comunicado oficial al día siguiente para aclarar su posición. Dijo estar agradecido y estimar en gran manera a todas las personas con las que había trabajado en Two and a Half Men durante diez años, a quienes consideraba «una extensión de su familia». También declaró lamentar la indiferencia o falta de respeto que sus palabras podrían haber implicado y pidió disculpas. Los productores de la serie dijeron que no se esperaba que Angus regresara al set de grabación hasta 2013, ya que su personaje no aparecía en los últimos episodios de la temporada entonces en curso, pero según las fuentes Warner Bros, así estaba programado desde antes de las declaraciones de Jones, y no se debía a sus creencias religiosas. Chuck Lorre, el productor de la serie, declaró que Angus sí seguiría trabajando en los siguientes capítulos, y los reportes afirmaban que esta vez tendría, además, mayor participación. Lorre declaró que no estaba en completo desacuerdo con Jones, ya que «la serie [sí] es algo obscena», admitió.
En enero de 2013 se dio a conocer en los medios de comunicación que Jones no quiso volver a firmar contrato para la siguiente temporada y que no seguiría de manera regular en la serie. Chuck Lorre declaró que Angus entraría en la universidad en otoño de 2013 y que solo aparecería en capítulos especiales.

### Trabajo caritativo
El 7 de junio de 2008 Jones prestó su apoyo a la organización First Star, que se dedica a ayudar a niños víctimas de abusos y abandonados. En agosto de ese año participó junto a otros famosos como Madeline Zima, Barry Thom y Brandon Barash, en el anual "Rock 'N Roll Fantasy Camp". El 4 de octubre se unió al proyecto Variety's Power of Youth, donde brindó apoyo a la beneficencia del St. Jude Children's Research Hospital en Memphis, Tennessee.
Jones también apoya la alianza anti-bullying Be A Star, cuya misión es garantizar un ambiente social positivo y equitativo para todos, sin importar edad, raza, religión u orientación sexual a través de la educación y la sensibilización.

## Filmografía
- Simpático (1999) como un niño de cinco años.
- See Spot Run (2001) como James.
- Dinner with Friends (2001) como Sammy.
- ER (2001) como Sean Gattney, Episodio: «Quo Vadis?».
- The Rookie (2002) como Hunter Morris.
- Bringing Down the House (2003) como Georgie Sanderson.
- Audrey's Rain (2003) como Tye Powell.
- George of the Jungle 2 (2003) como George Jr.
- Two and a Half Men (2003-2013, 2015) como Jake Harper.
- The Christmas Blessing (2005) como Charlie Bennett.
- CSI: Crime Scene Investigation (2008).
- Hannah Montana Forever (2010) como T. J.
- Due Date (2010) Como Jake Harper.
- Austin & Ally (2012) como T.J.